# جاشا واشنطن
جاشا واشنطن (بالإنجليزية: Jascha Washington)‏ هو ممثل وكاتب أغاني أمريكي ولد بتاريخ 21 يونيو 1989.

## من أعماله
- مثل مايك 2: كرة الشارع
- منزل بيغ ماما 2 (فيلم)

## وصلات خارجية
جاشا واشنطن على موقع IMDb (الإنجليزية)
- جاشا واشنطن على موقع روتن توميتوز (الإنجليزية)
- جاشا واشنطن على موقع ألو سيني (الفرنسية)
- جاشا واشنطن على موقع أول موفي (الإنجليزية)
- جاشا واشنطن على موقع قاعدة بيانات الأفلام السويدية (السويدية)
- جاشا واشنطن على موقع قاعدة بيانات الفيلم (الإنجليزية)
- جاشا واشنطن على موقع كينوبويسك (الروسية)